# アルゴスの戦士
『アルゴスの戦士』（アルゴスのせんし 英題：Rygar）は、テクモ（後のコーエーテクモゲームス）より発売されたアクションゲーム。
1986年5月にアーケードゲームとしてリリースされ、後に様々なプラットフォームにて移植・リメイクが行われている（#他機種版の節を参照）。2007年時点で全シリーズの累計販売本数は150万本を達成。

## ゲーム内容

### システム
本作において、プレイヤーは ヨーヨー状の武器「ディスカーマー」を操る戦士を操作し、最終ラウンド27に存在する獣王ライガーを目指す。
パワーアップアイテムには5種類のインドラがある。
遠到（えんとう）のインドラ
武器の飛距離が伸びる。
強威（きょうい）のインドラ
敵を貫通し、まとめて倒せるようになる。
踏殺（とうさつ）のインドラ
上から踏みつけるだけで敵を倒せるようになる。獣王ライガーにも通用する。
闘気（とうき）のインドラ
一定時間体当たりで敵を倒せるようになる。
天空（てんくう）のインドラ
真上に攻撃出来るようになる。
『スターフォース』のゴーデス同様、本作にも100万点ボーナス「インドラの秘伝書」が隠されている。

## ストーリー
西暦19XX年、獣王ライガーは甦った怪物たちと共に、世界を制圧していき、人類はライガーの支配下に置かれていた。「獣が大地を覆いし時、アルゴスの地より戦士甦えりて、これを救わん」という古い言い伝えの通りに、アルゴスの戦士は人類を救うためにライガーに戦いを挑む。

## 他機種版
| No. | タイトル                                                                     | 発売日                                        | 対応機種                                | 開発元         | 発売元                               | メディア                                        | 型式                         | 売上本数 | 備考                           |
| --- | ---------------------------------------------------------------------------- | --------------------------------------------- | --------------------------------------- | -------------- | ------------------------------------ | ----------------------------------------------- | ---------------------------- | -------- | ------------------------------ |
| 1   | アルゴスの戦士 はちゃめちゃ大進撃 Rygar                                      | 1987年4月17日 1987年7月 1990年3月30日         | ファミリーコンピュータ                  | テクモ         | テクモ                               | 1メガビット+64キロRAMロムカセット               | TCF-AH NES-RY-USA NES-RY-EEC | -        |                                |
| 2   | Rygar                                                                        | 1987年                                        | Amstrad CPC コモドール64 ZX Spectrum    | Probe Software | U.S. Gold                            | フロッピーディスク                              | -                            | -        |                                |
| 3   | アルゴスの十字剣                                                             | 1988年3月25日                                 | セガ・マークIII                         | サリオ         | サリオ                               | 1メガビットロムカセット                         | S-001                        | -        |                                |
| 4   | ビデオゲームアンソロジー vol.9 アルゴスの戦士                                | 1994年4月28日                                 | X68000/X68030                           | 電波新聞社     | マイコンソフト                       | 5インチ2HDフロッピーディスク                    | DP-3205033                   | -        | アーケード版の移植             |
| 5   | Rygar                                                                        | 1990年                                        | Atari Lynx                              | テクモ         | アタリ                               | ロムカセット                                    | PA2043                       | -        |                                |
| 6   | Rygar: The Legendary Adventure アルゴスの戦士 Rygar: The Legendary Adventure | 2002年11月25日 2002年12月5日 2003年5月30日    | PlayStation 2                           | テクモ         | テクモ                               | DVD-ROM                                         | SLUS-20471 SLPS-25178        | -        | リメイク版                     |
| 7   | アルゴスの戦士                                                               | 2005年7月14日                                 | BREW対応端末 （EZアプリ）               | テクモ         | テクモ                               | ダウンロード （テクモのゲーム）                 | -                            | -        | アーケード版の移植             |
| 8   | テクモクラシックアーケード                                                   | 2005年9月14日 2005年10月21日 2005年10月27日   | Xbox                                    | テクモ         | テクモ Microsoft Game Studios テクモ | DVD-ROM                                         | C6E-0001                     | -        | アーケード版の移植             |
| 9   | アルゴスの戦士 マッスルインパクト                                            | 2008年12月11日 2009年1月28日 2009年7月3日     | Wii                                     | Team TACHYON   | テクモ                               | Wii用12cm光ディスク                             | RVL-P-RYGJ RVL-RYGE-USA      | -        |                                |
| 10  | アルゴスの戦士                                                               | 2009年9月8日 PAL 2009年9月11日 2009年10月19日 | Wii                                     | テクモ         | テクモ                               | ダウンロード （バーチャルコンソールアーケード） | -                            | -        | アーケード版の移植             |
| 11  | アルゴスの戦士                                                               | 2014年5月15日 2014年8月19日                   | PlayStation 4 (PlayStation Network)     | テクモ         | ハムスター                           | ダウンロード （アーケードアーカイブス）         | -                            | -        | アーケード版の移植             |
| 12  | アルゴスの戦士                                                               | 2018年9月13日                                 | Nintendo Switch (ニンテンドーeショップ) | テクモ         | ハムスター                           | ダウンロード （アーケードアーカイブス）         | -                            | -        | アーケード版の移植             |
| 13  | ファミリーコンピュータ Nintendo Switch Online                                | 2020年5月20日                                 | Nintendo Switch                         | 任天堂         | 任天堂                               | ダウンロード                                    | -                            | -        | ファミリーコンピュータ版の移植 |

ファミリーコンピュータ版 『アルゴスの戦士 はちゃめちゃ大進撃』
- 業務用のようなスタイルのアクションゲームではなく、戦闘回数による成長システムや仙人との会話シーン等が盛り込まれたりアクションRPG風にアレンジされている。おなじみの夕日のステージも二重スクロールで再現。パッケージのイラストは業務用の流用ではなく、当時主要ファミコンユーザーだった子供向けにディフォルメされており、「はちゃめちゃ大進撃」というサブタイトルが付与された。

セガ・マークIII版『アルゴスの十字剣』
- FM音源には未対応。ファミコン版に比べれば純アクションであり原作に近いが、原作の短めのステージ全27構成とは違い、長めのステージ全5ステージで構成されている点や、新ボスキャラも追加される等のアレンジが加えられている。

X68000版
- ビデオゲームアンソロジー第9弾として発売された。X68000/X68030用ソフト。同社の他のアンソロジーシリーズのゲームと同様、グラフィック・サウンド・操作性共にアーケード版を忠実に再現した移植。

PlayStation 2版
- 神話をモチーフとして描かれており、3Dのゲームとしてリメイクしたアクションアドベンチャーゲーム。主人公の名は日本版では「ゼーン」、海外版では「ライガー」。主人公は円盤に鎖がついた特殊な武器"ディスカーマー"を装備しており、右スティックの操作次第で多彩な攻撃が可能[6]。

ストーリー
アルゴス王国では国をあげての式典が行われていた。そこへ突如怪物が現われ、国民を虐殺、ハルモニア姫を連れ去ったあげく、主人公を地割れの中へと突き落とした。主人公は地の底で怪物を統括するティターンの存在を女神から知らされる。主人公は女神の声に導かれ、ディスカーマーを手に、姫救出のために立ち上がった。
Xbox版『テクモクラシックアーケード』
- 『スターフォース』（1984年）や『ソロモンの鍵』（1986年）などの同社のヒット作10作品と共にアーケード作品の完全移植版が収録されている。

Wii版
- 『アルゴスの戦士 マッスルインパクト』
  - Project Rygar（プロジェクトライガー）としてテクモより発表された。Wii用ソフト。PS2版のゲームをWii用に改良したもの。製作は『スイングゴルフ パンヤ』などを開発した「Team TACHYON」。2008年12月11日発売。テクモ最後のWii用ソフトであった。

- バーチャルコンソールアーケード版
- Wiiのバーチャルコンソールにて2009年9月8日よりAC版を配信開始。

PlayStation 4版
- アーケードアーカイブスにて2015年5月15日よりAC版を配信開始。

Nintendo Switch版
- アーケードアーカイブスにて2018年9月13日よりAC版を配信開始。

## スタッフ
ファミリーコンピュータ版
- 音楽：蓮谷通治

PlayStation 2版
- エグゼクティブ・プロデューサー：MAX NAKA（中村純司）
- プロデューサー：WAKE UP（兼松聡）
- ディレクター：安藤隆夫
- 企画：水島克、岡本好古、青柳洋之、藤田雅樹、児玉敏彦、須永誠
- チーフ・プログラマー：古賀豊
- プログラマー：木村吉博、朝倉昌樹、神林幹康、吉沢健、よしだたかのり
- キャラクター・デザイン監督：金子浩久
- キャラクター・モデリング：かたくらたいすけ、さいとうとおる、こばやしよしのり、わたなべけいすけ
- ステージ・デザイン監督：くぼまさふみ
- ステージ・モデリング：堀内一芳、村木良成、やまきゆうき、しまだまなぶ、坂尾栄一、こんのただゆき、坂上康仁、やばたこういち、高井雅弘
- モーション・デザイン監督：れお、清水克将、えのもとふみあき、しまだたかゆき
- インターフェース・デザイン：おおきしゅすけ、さかうえともみ
- サウンド・クリエーター：高橋洋明、袖岡隆泰、桑原理一郎

## 評価

### オリジナル版
アーケード版
ゲーム誌「ゲーメスト」の企画でゲーメスト大賞の前身にあたる「ゲーメスト・オブ・ザ・イヤー」（1986年）で、編集部選考により銀賞を獲得している。
また、1991年に同社が刊行したムック『ザ・ベストゲーム』において、それまでの全アーケードゲーム作品を対象とした読者投票では第38位を獲得した。さらに、1998年にそれまで発売されていたアーケードゲーム全てを対象に行われたゲーメストムック『ザ・ベストゲーム2』では、『名作・秀作・天才的タイトル』と認定された「ザ・ベストゲーム」に選定され、ステージによって異なる画面構成を用意したことで、飽きの来ないゲーム性を出したと評価されている。また、同誌では、さまざまなボーナスについても言及され、百万点のボーナスが出る点については当時のファンの間で話題となったと記されている。
ライターの鴫原盛之は、ゲーム文化保存研究所のウェブサイトに寄せた記事の中で、隠しボーナスを取得するとBGMが静止した後に派手なジングルが鳴る仕組み触れ、特に百万点のボーナスを獲得した時にひときわジングルが派手になる演出が秀逸だと評価した。
ファミリーコンピュータ版
ゲーム誌『ファミコン通信』の「クロスレビュー」では合計26点（満40点）、『ファミリーコンピュータMagazine』の読者投票による「ゲーム通信簿」での評価は以下の通りとなっており、20.13点（満30点）となっている。
| 項目 | キャラクタ | 音楽 | 操作性 | 熱中度 | お買得度 | オリジナリティ | 総合  |
| 得点 | 3.51       | 3.36 | 3.40   | 3.55   | 3.12     | 3.19           | 20.13 |

### リメイク版
PlayStation 2版
ゲーム誌『ファミ通』の「クロスレビュー」では合計31点（満40点）でシルバー殿堂入りを獲得した。
Wii版
ゲーム誌『ファミ通』の「クロスレビュー」では合計25点（満40点）となっている。